# R. G. Springsteen
R. G. Springsteen (Tacoma, Washington, 8 de setembre de 1904 − Los Angeles, Califòrnia, 9 de desembre de 1989) va ser un director de cinema, guionista i productor estatunidenc.

## Biografia
Springsteen va començar al cinema com a ajudant de direcció a la dècada del 1930. A partir de 1945 va passar a dirigir westerns de sèrie B de Bill Elliot, Monte Hale i  Allan 'Rocky' Lane. Totes les seves pel·lícules fins al 1957 es van fer a Republic Pictures, on estava contractat des de 1935, només un menys que l'aliança entre l'estudi i el director Joseph Kane. Qualificat de" letargia "per un escriptor,l'obra de Springsteen és poc apreciada per la crítica, que només veu mèrit al drama rural Come Next Spring de 1956.
A partir de 1958, Springsteen va començar a treballar a la televisió, a  sèries com  Gunsmoke ,  Rawhide  i  Bonanza . Els seus últims crèdits cinematogràfics van ser per al  productor A. C. Lyles, amb modestos westerns amb actors d'actors veterans com Rory Calhoun i Dana Andrews.
RG Springsteen va morir a Los Angeles el 9 de desembre de 1989, amb vuitanta-cinc anys. En algunes de les seves primeres pel·lícules utilitza el nom de Robert Springsteen. Els seus amics el coneixen com Bud (o Buddy), i com a tal va ser acreditat en moltes obres, quan encara era només el director de segona unitat.

## Filmografia[4]

### Director

#### Cinema
| - 1945: Marshal of Laredo - 1945: Colorado Pioneers - 1945: Wagon Wheels Westward - 1946: California Gold Rush - 1946: Sheriff of Redwood Valley - 1946: Home on the Range - 1946: Sun Valley Cyclone - 1946: The Man from Rainbow Valley - 1946: Conquest of Cheyenne - 1946: Santa Fe Uprising - 1946: Stagecoach to Denver - 1947: Vigilantes of Boomtown - 1947: Homesteaders of Paradise Valley - 1947: Oregon Trail Scouts - 1947: Rustlers of Devil's Canyon - 1947: Marshal of Cripple Creek - 1947: Along the Oregon Trail - 1947: Under Colorado Skies - 1948: The Main Street Kid - 1948: Heart of Virginia - 1948: Secret Service Investigator - 1948: Out of the Storm - 1948: Son of God's Country - 1948: Sundown in Santa Fe - 1948: Renegades of Sonora - 1949: Sheriff of Wichita - 1949: Death Valley Gunfighter - 1949: Hellfire - 1949: The Red Menace - 1949: Flame of Youth - 1949: Navajo Trail Raiders - 1950: Singing Guns - 1950: Belle of Old Mexico - 1950: Harbor of Missing Men - 1950: Arizona Cowboy | - 1950: Hills of Oklahoma - 1950: Covered Wagon Raid - 1950: Frisco Tornado - 1951: Million Dollar Pursuit - 1951: Honeychile - 1951: Street Bandits - 1952: Oklahoma Annie - 1952: The Fabulous Senorita - 1952: Gobs and Gals - 1952: Tropical Heat Wave - 1952: Toughest Man in Arizona - 1953: A Perilous Journey - 1953: Geraldine - 1955: I Cover the Underworld - 1955: Track the Man Down - 1955: Double Jeopardy - 1955: Cross Channel - 1955: Secret Venture - 1956: Come Next Spring - 1956: When Gangland Strikes - 1957: Affair in Reno - 1958: Cole Younger, Gunfighter - 1958: Revolt in the Big House - 1959: King of the Wild Stallions - 1959: Battle Flame - 1961: Operation Eichmann - 1963: Showdown - 1964: He Rides Tall - 1964: Taggart - 1965: Black Spurs - 1966: Apache Uprising - 1966: Johnny Reno - 1966: Waco - 1967: Hostile Guns - 1968: Tiger by the Tail |

#### Televisió
- 1955: Gunsmoke (sèrie)
- 1957: The Hardy Boys (sèrie)
- 1957: Wagon Train (sèrie)
- 1959: Rawhide (sèrie)
- 1961: Gunfight at Black Horse Canyon

### Guionista
- 1951: Honeychile

### Productor
- 1945: Phantom of the Plains